# Fågelmuseet, Jönköping

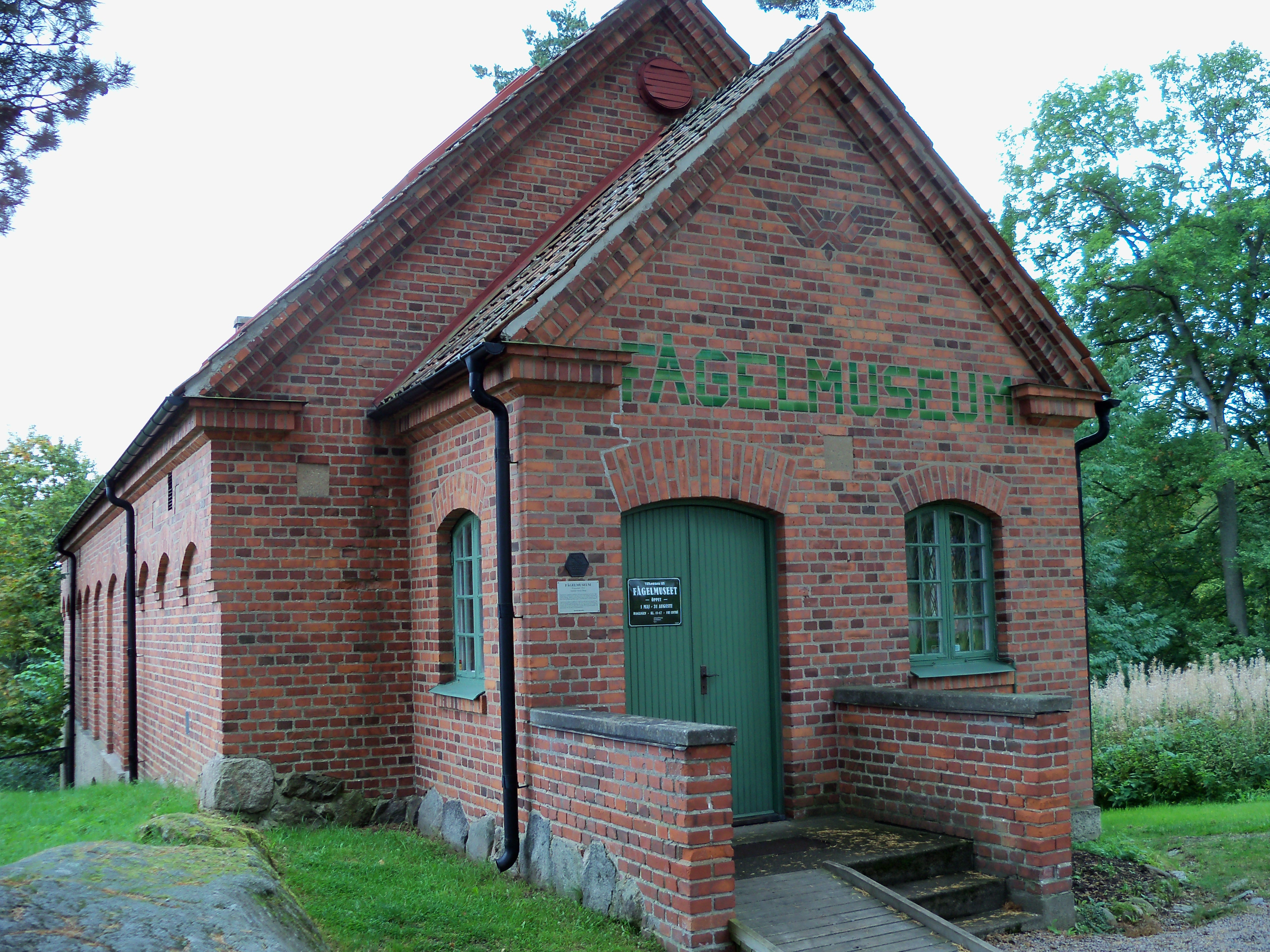
Fågelmuseet i Jönköpings Stadspark

Fågelmuseet i Jönköping är beläget i Jönköpings Stadspark.
I en röd tegelbyggnad, ritad av arkitekten Oskar Öberg och uppförd 1914-1915, finns det dels en fågelsamling, dels en äggsamling.
Regementsläkaren Herman Nyqvist (1856-1923) donerade år 1913 fågelsamlingen till dåvarande Stadsparkssällskapet. Sedan Stadsparkssällskapet upplösts kom samlingen i kommunens ägo och förvaltas numera av Kulturförvaltningen. Samlingen omfattar 1 458 exemplar av 341 arter.
Fåglarna är skjutna och uppstoppade från slutet av 1800-talet fram till 1910. Med den moderna jaktlagstiftningen vore det omöjligt att skapa en samling av denna storlek.
I en från fåglarna skild del av museet finns en ansenlig äggsamling som insamlats under en tid av närmare 100 år.
Huvuddelen av denna samling skänktes till Jönköpings stad av jägmästaren Edward Wibeck 1943. Den omfattar omkring 170 svenska arter och har tillkommit genom insamlade av ägg från Jönköpings- och Värnamotrakterna samt från stora delar av Norrland. Dessutom har äggsamlingen utökats genom inköp från några andra samlingar. Totalt finns därmed cirka 2 580 ägg av 281 arter i fågelmuseets samlingar. De äldsta i samlingen är fem ägg av dvärgrördrom daterade 18 juni 1866. Här hittar du även en fotodokumentation av svensk natur med 300 bilder tagna av Paul Rosenius och Edvard Wibeck. 
Fågelmuseets byggnad är förklarad för byggnadsminne av länsstyrelsen. Museet är öppet från maj till augusti.

## Läs mer
https://web.archive.org/web/20120430061539/http://www.fagelmuseet.se/